# Yu-Gi-Oh!-producten
Dit artikel bevat een overzicht van alle producten, naast de manga’s en televisieseries, gebaseerd op de manga Yu-Gi-Oh!.

## Andere spellen
Behalve het ruilkaartspel zijn ook nog de volgende spellen gebaseerd op de manga uitgebracht:
- Capsule Monster Chess (Capmon) — een soort pre-Mage Knight spel met miniatuurfiguurtjes.
- Monster World — een rollenspel/schaakspel.
- Dungeon Dice Monsters (DDM), in Japan bekend als Dragons Dice & Dungeons (DDD) — een dungeon crawl bordspel.

## Aan Yu-Gi-Oh! gerelateerde boeken
Verschillende boeken gebaseerd op de manga zijn in en buiten Japan uitgebracht.

### Uitgebracht in het Engels
- Yu-Gi-Oh!: Monster Duel Official Handbook van Michael Anthony Steele - ISBN 0-439-65101-8, gepubliceerd door Scholastic Press – een gids voor het kaartspel Yu-Gi-Oh! en de personages.
- Yu-Gi-Oh! Enter the Shadow Realm: Mighty Champions van Jeff O'Hare - ISBN 0-439-67191-4, gepubliceerd door Scholastic Press – een boek met puzzels en spellen gerelateerd aan Yu-Gi-Oh!

### Niet in het Engels uitgebracht
Al deze boeken zijn gepubliceerd door Shueisha en vermelden Kazuki Takahashi als de auteur.
- Yu-Gi-Oh! (roman) - ISBN 4-08-703086-5, een romanversie van de eerste twee verhaallijnen uit de manga.
- Yu-Gi-Oh! Official Card Game Duel Monsters Official Rule Guide — The Thousand Rule Bible - ISBN 4-08-782134-X, een regel- en strategieboek voor het ruilkaartspel.
- Yu-Gi-Oh! Official Card Game Duel Monsters Official Card Catalog The Valuable Book – Dit is een collectie van kaart catalogussen.
  - Volume 1 ISBN 4-08-782764-X
  - Volume 2 ISBN 4-08-782041-6
  - Volume 3 ISBN 4-08-782135-8
  - Volume 4 ISBN 4-08-782047-5
  - Volume 5 ISBN 4-08-782053-X
- Yu-Gi-Oh! Character Guide Book - The Gospel of Truth (遊戯王キャラクターズガイドブック―真理の福音― Yūgiō Kyarakutāzu Gaido Bukku Shinri no Fukuin) - ISBN 4-08-873363-0, een boek met omschrijvingen van alle personages uit de manga.

## Aan Yu-Gi-Oh! gerelateerde videospellen
Alle Yu-Gi-Oh!-gerelateerde videospellen zijn geproduceerd door Konami.

### Uitgebracht in het Engels

#### Game Boy Advance
- Yu-Gi-Oh! 7 Trials to Glory: World Championship Tournament 2005
- Yu-Gi-Oh! Destiny Board Traveler
- Yu-Gi-Oh! Reshef of Destruction
- Yu-Gi-Oh! World Championship Tournament 2004
- Yu-Gi-Oh! The Sacred Cards
- Yu-Gi-Oh! Worldwide Edition: Stairway to the Destined Duel
- Yu-Gi-Oh! Dungeon Dice Monsters
- Yu-Gi-Oh! The Eternal Duelist Soul
- Yu-Gi-Oh! GX: Duel Academy
- Yu-Gi-Oh! Ultimate Masters: World Championship Tournament 2006

#### Game Boy Color
- Yu-Gi-Oh! Dark Duel Stories

#### GameCube
- Yu-Gi-Oh! The Falsebound Kingdom

#### Nintendo DS
- Yu-Gi-Oh! Nightmare Troubadour
- Yu-Gi-Oh! GX Spirit Caller
- Yu-Gi-Oh! World Championship 2007
- Yu-Gi-Oh! World Championship 2008
- Yu-Gi-Oh! GX Card Almanac
- Yu-Gi-Oh! 5D's Stardust Accelator
- Yu-Gi-Oh! World Championship 2010 : Reverse of Arcadia
- Yu-Gi-Oh! World Championship 2011 : Over The Nexus

#### Pc
- Yu-Gi-Oh! Online (nu ook bekend als Yu-Gi-Oh! Online 3: Duel accelerator)
- Yu-Gi-Oh! Power of Chaos: Joey the Passion (North America)
- Yu-Gi-Oh! Power of Chaos: Kaiba the Revenge (North America)
- Yu-Gi-Oh! Power of Chaos: Yugi the Destiny (North America)

#### PlayStation
- Yu-Gi-Oh! Forbidden Memories

#### PlayStation 2
- Yu-Gi-Oh! Capsule Monster Coliseum
- Yu-Gi-Oh! The Duelists of the Roses
- Yu-Gi-Oh! GX: The Beginning of Destiny/Yu-Gi-Oh! GX: Tag Force Evolution

#### PlayStation Portable
- Yu-Gi-Oh! GX Tag Force
- Yu-Gi-Oh! GX Tag Force 2
- Yu-Gi-Oh! GX Tag Force 3
- Yu-Gi-Oh! 5D's Tag Force 4
- Yu-Gi-Oh! 5D's Tag Force 5

#### Xbox
- Yu-Gi-Oh! The Dawn of Destiny

### Niet in het Engels uitgebracht

#### Game Boy
- Yu-Gi-Oh! Duel Monsters

#### Game Boy Advance
- Yu-Gi-Oh! Duel Monsters 6

#### Game Boy Color
- Yu-Gi-Oh! Duel Monsters 4: Battle of the Greatest Duelist
- Yu-Gi-Oh! Monster Capsule GB
- Yu-Gi-Oh! Duel Monsters II: Dark Duel Stories